# Venas esofágicas
Las venas esofágicas son venas que drenan la sangre desde el esófago hacia la vena ácigos, en el tórax, y hacia la vena tiroidea inferior, en el cuello. También drenan, aunque con menos importancia, hacia la vena hemiácigos, las venas intercostales posteriores y las venas bronquiales.
En el abdomen, algunas drenan hacia la vena gástrica izquierda.